# Wspólnota św. Jana
Wspólnota św. Jana, Wspólnota zakonna Braci i Sióstr Świętego Jana, zwana Mali szarzy, (fr. Communauté Saint-Jean) – katolicka wspólnota zakonna, założona przez francuskiego dominikanina i filozofa Marie Dominique Philippe'a.
Za datę założenia wspólnoty przyjmuje się 8 grudnia 1975, pierwszym miejscem przebywania wspólnoty było opactwo cystersów na wysepce Lérins koło Cannes.
Od 1986 Wspólnota św. Jana została instytutem zakonnym na prawie diecezjalnym, nadanym przez biskupa Autun (Francja), tj. z upoważnienia Kościoła katolickiego.
Wspólnota składa się z trzech grup: Bracia, Siostry kontemplacyjne i Siostry Apostolskie. Organizuje liczne sesje dla młodzieży, dla rodzin i wielu innych rekolekcji tematycznych.
W 2005 Wspólnota św. Jana składała się z 930 braci, sióstr kontemplacyjnych i apostolskich, i ponad 3000 oblatów w 21 krajach i 91 wikariatach, 48 z nich znajduje się we Francji. Po siedmiu lat nowicjatu i okresu kształcenia, bracia mieszkają w tych małych społecznościach o nazwie „wikariat”. Członkowie wspólnoty są po ślubach zakonnych.
W 2013 Wspólnota św. Jana przekazała, głosem swego przełożonego brata Joachima, informację o naruszeniu zasad czystości seksualnej przez swojego założyciela.

## Bibliografia

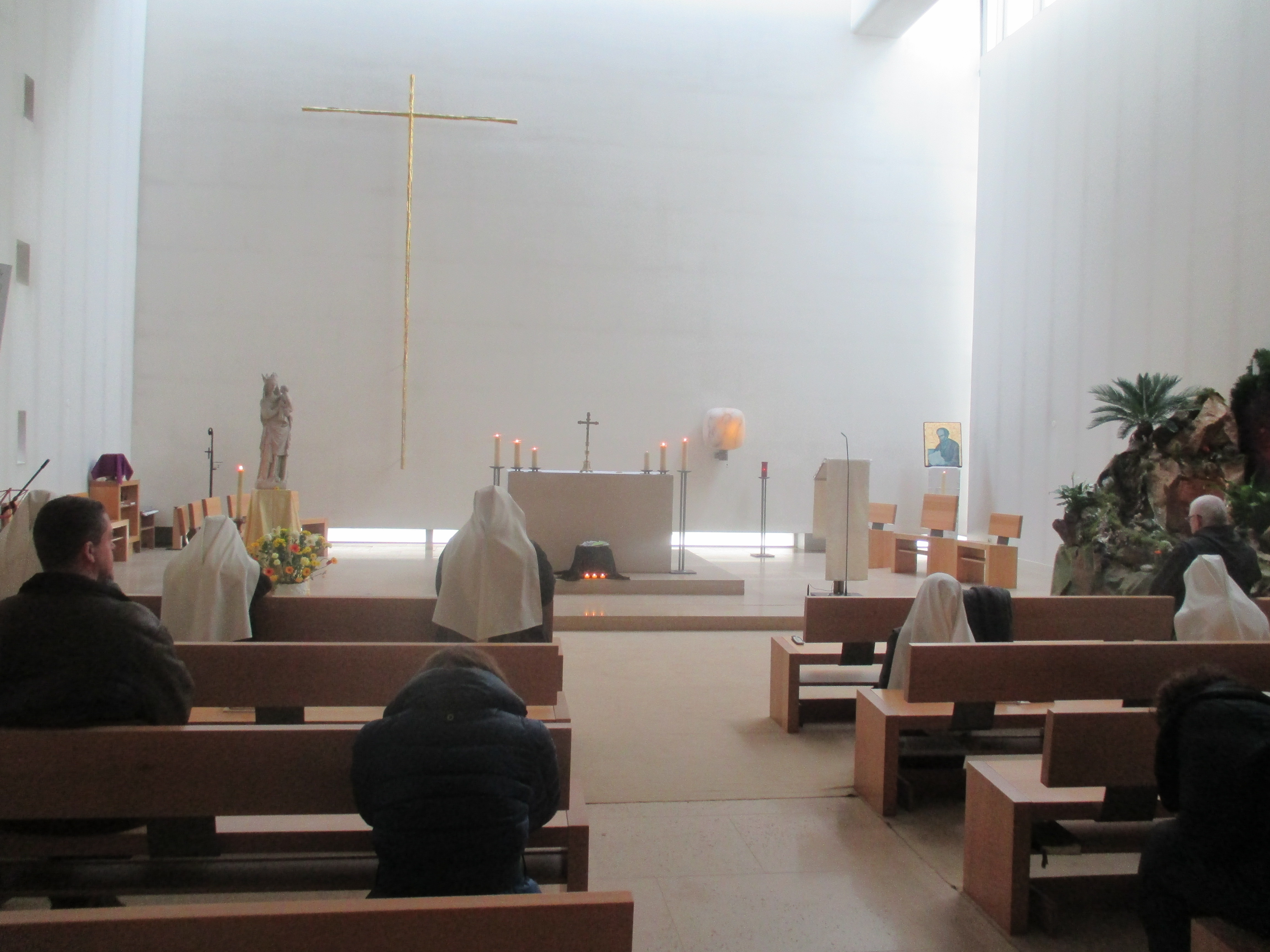
Siostry kontemplacyjne w Troussures.